# Brachyctenistis subnigra
Brachyctenistis subnigra är en fjärilsart som beskrevs av Paul Dognin 1913. Brachyctenistis subnigra ingår i släktet Brachyctenistis och familjen mätare. Inga underarter finns listade i Catalogue of Life.